# Batalla de la Ceja Alta del Cancán
La Batalla de la Ceja Alta del Cancán fue un enfrentamiento militar librado en marzo de 1816, en el contexto de la independencia de Colombia, específicamente en la reconquista española liderada por Pablo Morillo del Virreinato de la Nueva Granada. El combate finalizó en la victoria de los realistas, quienes pudieron apoderarse de la provincia de Antioquia.
El combate duró cuatro días e involucró más de mil combatientes.

## Antecedentes
El 6 de diciembre de 1815, Cartagena de Indias se rindió y el brigadier realista Antonio Cano entró con el regimiento León para ocupar la ciudad. Al día siguiente, el coronel Francisco Tomás Morales entró en el castillo de Bocachica, donde degolló en la playa cercana a 400 mujeres, niños, ancianos y pescadores locales. El teniente general Pablo Morillo hizo encarcelar a todo vecino partidario o sospecho de apoyar la independencia y se impusieron a los pueblos vecinos fuertes contribuciones para apertrechar al ejército. Luego organizó un tribunal de guerra encabezado por el capitán general Francisco José Montalvo y Ambulodi para juzgar a los cabecillas. El 16 de febrero de 1816, Morillo sale de la ciudad con rumbo a Santa Cruz de Mompox. Muchos líderes revolucionarios fueron ejecutados, pero después de su partida el capitán general prefirió limitarse a encarcelar o incautar los bienes de los acusados. Conducta en la que fue secundado por nuevo el gobernador realista de la provincia, brigadier Gabriel de Torres.
Entre tanto, Mompox ya había sido ocupada por el brigadier Pedro Ruiz de Porras. Aquel envió al capitán Vicente Sánchez de Lima con 200 hombres a limpiar la sábana de Corozal de enemigos, lo que se logró sin contratiempos. Posteriormente, el capitán fue comisionado para tomar Nechí, localidad que fue capturada el 21 de octubre de 1815. Ahora se abría la llave para invadir la provincia de Antioquia, rico territorio de 100 000 habitantes, principalmente criollos y mestizos. Esto permitió la entrada de los monárquicos en Zaragoza, lo que se hizo sin oposición el 28 de diciembre. El 22 de enero de 1816, Sánchez de Lima salió de Zaragoza para perseguir a los republicanos, venciéndolos en Mandinga seis días más tarde.
Se dejó una gran guarnición en Cartagena a cargo de Montalvo y el resto del ejército marchó en cuatro columnas para reconquistar el interior de la Nueva Granada. Una de estas había salido de Cartagena el 15 de febrero al mando del coronel Francisco Warleta, quien subió por el río Cauca y el Nechí hasta Zaragoza para invadir la provincia de Antioquia. En ella gobernaba el brigadier Dionisio Sánchez de Tejada, quien envió al coronel venezolano Andrés Linares a confrontar al monárquico. Warleta marchaba con refuerzos y las órdenes de dar alcance a Sánchez de Lima e incorporarlo a su columna.
Inicialmente, durante su marcha el coronel se mostró bastante misericordioso con los enemigos vencidos, actitud que cambiaría gradualmente en la campaña. El avance fue lento y difícil, el terreno era montañoso y sus caminos angostos e intrincados, muchos de ellos bloqueados por árboles cortados por los republicanos. Las lluvias constantes empapaban la ropa y el lodo de temporales, ríos y arroyos o las piedras arruinaban el calzado que los soldados de origen peninsular necesitaban para marchar en ese territorio; sin embargo, lograron conservar de forma adecuada armas y municiones.

## Fuerzas enfrentadas

### Patriotas
Preocupado por una invasión de Sámano desde el sur, desde 1812, el gobierno patriota de la provincia intentó organizar una milicia de 12 000 hombres en un plazo de dos años y medio, todos entre 15 y 50 años de edad, incorporando estructura militar grupos de 4000 reclutas cada año. El primer grupo debía componerse de 6 batallones de infantería (2400 plazas) y 16 compañías sueltas (1600). Cada grupo anual de reclutas debía provenir de las principales poblaciones en la siguiente cantidad: 1400 de Santa Fe de Antioquia y valle de Osos, 900 de Medellín, 800 de Rionegro, 300 de Marinilla, 100 de Remedios, 100 de Yolombó, 100 de Cáceres y 300 de Zaragoza. Sin embargo, jamás se le concibió como una fuerza permanente ni se llegó a esas cifras, hubo problemas para pagar a las unidades que lograron formarse o para financiar sus pertrechos, uniformes y munición a pesar de las capacidades demográficas y económicas de la provincia.
Para dirigirlos se necesitaba un cuerpo de oficiales temporales, capaces y leales a las Provincias Unidas, por lo que el ingeniero general del Estado, Francisco José de Caldas, fundó la Academia de Ingenieros del Ejército en Medellín a fines de 1813, aunque empezó a funcionar recién a mediados del año siguiente. Ahí enseñó sobre fortificación, artillería, geografía, táctica, virtudes militares, economizar gastos y evitar batallas campales por ser un desperdicio de vidas; entre sus alumnos estaba José María Córdova. También fortificó los pasos de Bufú, Velásquez, Cama y Arquía sobre el Cauca y dirigió la acuñación de monedas y fabricación de armas y pólvora, pero para 1815 las fábricas solo existían en Cartagena y Antioquia y la que se planeaba para Bogotá jamás se hizo realidad.
José Domingo Cortés menciona en su Diccionario biográfico que después de proclamar la independencia de Antioquia el 11 de agosto de 1813, el entonces gobernador Juan del Corral juntó y disciplinó más de 3000 hombres, aunque no indica su fuente. El historiador colombiano José Manuel Restrepo consideraba que Sánchez de Tejada tenía a su disposición 1000 soldados regulares organizados en tres batallones. En cambio, el historiador militar Jorge Mercado creía que los 1000 hombres a disposición de los antioqueños se organizaban en dos batallones en regular estado de disciplina, uno llamado Los Soberbios y otro Los Esforzados. Sus dirigentes fueron recelosos de ayudar a otras provincias para no verse debilitados. Por ejemplo, con unas instrucciones secretas el entonces gobernador Corral condicionó la participación de un batallón antioqueño en la expedición del teniente general Antonio Nariño al sur, sin importar si jugaban en detrimento de la causa patriota. Durante el combate de la Ceja Alta, la mayoría de los historiadores creen que Linares pudo reunir de entre varios destacamentos apenas 700 fusileros para defender su posición. Según el historiador venezolano Nicolás González Chávez, los defensores de la posición provenían de los tres batallones. Mercado es el único que no concuerda, subiendo ligeramente la cifra a 800 fusileros con 2 cañones. Otro historiador colombiano, Carlos Benedetti y Polanco, sostenía que después de la derrota, el gobernador de Antioquia aún tenía la ventaja numérica, pues le quedaban 1700 combatientes.

### Realistas
Restrepo señala que Warleta mandaba una columna de apenas 500 soldados, número respetado por autores posteriores. En cambio, Mercado señala que la columna se componía originalmente de 150 infantes escogidos de los regimientos Granada, Albuera y Puerto Rico y 50 jinetes de los Húsares de Fernando VII, a los que se sumaron los 300 refuerzos traídos de la División Volante de Warleta, quien había reemplazado en el mando a Ruiz de Porras en diciembre de 1815. Así, la columna que combatió en Ceja Alta se componía de 420 fusileros y 80 húsares.

## Combate
Los españoles abrieron un camino por la montaña que yace entre Nechí y Zaragoza, siguiendo la margen del río homónimo, para introducir a su caballería. Fueron cortando árboles con dificultad hasta llegar a Remedios, pueblo que encontraron destruido por los patriotas en una acción de tierra quemada. Incapaz de enviar caballería por el terreno o de conseguir ayuda de locales, Warleta permaneció en la localidad hasta el 16 de marzo, momento en que se enteró de que Linares consiguió reunir una fuerza con la que fortificó el punto de Ceja Alta, entre las parroquias de Cancán y Remedios.
Warleta envió una vanguardia de dos compañías del regimiento Victoria y 20 húsares, unos 200 efectivos, a cargo del teniente coronel Nicolás López, pues Sánchez de Lima estaba gravemente enfermo, con órdenes de informarse sobre las posiciones enemigas. El 18 de marzo, la vanguardia entró en contacto con una primera línea de seguridad patriota, forzando a los soldados republicanos a retroceder hasta la línea defensiva principal.
Entre tanto, Warleta siguió su camino y llegó a Ceja Alta el 20 de marzo acompañado del teniente Juan Muñoz, comandante de los demás húsares. Ahí se dio cuenta de que el terreno era adecuado para su caballería. Al día siguiente, hubo un choque inicial entre ambas fuerzas. El 22 de marzo se dio la participación clave de los 80 jinetes, los mencionados Húsares de Fernando VII, quienes cargaron contra los patriotas y los aterrorizaron, pues jamás habían luchado contra caballería.
Los revolucionarios dejaron en el campo 100 muertos, entre ellos varios oficiales, 150 fusiles y demás material militar. También fue capturado un gran número de prisioneros, mulas y ganado y una pieza de artillería que los patriotas lanzaron por un barranco.

## Consecuencias

### Retirada
Linares se retiró a Barbosa tratando de bloquear todos los caminos para impedir su persecución. Algunos oficiales quería intentar resistir nuevamente en ese punto, pero otros cabecillas, como Restrepo, se negaron porque sólo les quedaban soldados bisoños y atemorizados. Para justificar su derrota, informó que el enemigo traía más de 1500 soldados realistas para invadir la provincia. Las noticias de la derrota llegaron a Medellín el 24 de marzo.
El 26 de marzo, Linares llegó a Medellín, donde informó de toda la situación a su superior. El gobernador Sánchez de Tejada, creyendo erróneamente que Warleta disponía de muchos más hombres, ordenó a sus soldados, funcionarios y partidarios abandonar la provincia y retirarse a la provincia de Popayán, esperando que ahí se refugiaría el resto del ejército revolucionario. Para el 29 de marzo, la mayoría de los habitantes de Medellín habían huido a los campos. Solamente quedaron unos pocos vecinos que, reunidos en la casa de moneda, se organizaron en patrullas para vigilar el orden público. Sin embargo, la moral estaba por los pisos y muchos soldados deseaban la llegada de los españoles para que se reinstaurara la paz. Así, el 5 de abril, en Amagá, la columna que mandaba el gobernador se dispersó y apenas 60 oficiales, soldados y vecinos lograron llegar a Popayán, pero el gobernador no estaba entre ellos, no pudo alcanzarlos y se ocultó en un bosque donde fue capturado. El 10 de septiembre fue fusilado en Bogotá.
El mando revolucionario no supo organizar una resistencia eficiente, lo que permitió una fácil ocupación del territorio. Esto se contagio a sus tropas, carentes de voluntad de vencer e incapaces de usar la topografía a su favor. En cambio, sus contrincantes demostraron tener un mando tenaz y audaz. Mercado señala que de haber logrado organizar alguna resistencia, los patriotas hubieran conseguido retrasar el avance enemigo y ganar tiempo para organizar otros focos de resistencia.

### Continuación de la marcha
El 7 de abril, la división de Warleta entró triunfante en Medellín, la capital provincial. Se encontró en las tres cajas reales y los monopolios de tabaco y aguardiente un tesoro de 19 182 pesos, lo que aumentó a 29 473 pesos gracias a los donativos y cobros de uso de imprenta. El oficial español también exigió el pago de un empréstito forzado a la provincia de 140 000 pesos para recuperar el tesoro que él calculaba poseía el arca provincial antes de la independencia.
Warleta dejó la provincia de Antioquia en agosto, dirigiéndose a Santiago de Cali, donde llegó en el mes siguiente para asumir el mando de la provincia de Popayán. Durante su marcha hizo numerosos arrestos y fusilamientos, castigando a la gente con la pena capital por los delitos más leves, generando mucha hostilidad, incluso entre monárquicos que se acusaban de socavar todo intento de reconciliación.
La victoria de Warleta permitió al teniente coronel Julián Bayer entrar en la provincia de Chocó, tomando Quibdo el 22 de mayo. En cambio, para los derrotados, este desastre llevó al nuevo presidente José Fernández Madrid a ordenar la retirada al sur el 3 de mayo.